# كولن جيبسون (منتج أسطوانات)
كولن جيبسون (بالإنجليزية: Colin Gibson)‏ هو عازف قيثارة ومنتج أسطوانات وملحن بريطاني، ولد في 21 سبتمبر 1949 في نيوكاسل أبون تاين في المملكة المتحدة.

## روابط خارجية
- كولن جيبسون على موقع أول ميوزيك (الإنجليزية)